# 河北农业大学
38°50′47.76″N 115°28′33.63″E / 38.8466000°N 115.4760083°E
河北农业大学（英语：Hebei Agricultural University ，HEBAU / AUH），简称：河北农大，是位于中华人民共和国河北省保定市的一所省部共建的以农林业及其工程与生命科学为优势和特色的公立综合性大学。河北农业大学创建于公元1902年（大清光绪二十八年），是中国建校最早并最早实施高等农业教育的农业高等院校，河北省建立最早的高等院校，河北省重点大学。学校为河北省人民政府与中华人民共和国教育部、中华人民共和国农业农村部、国家林业和草原局共建制（省部共建制）高校，并逐步计划备案申报“华北农业大学”。学校现为河北省“双一流”重点建设高校、中华人民共和国中西部高校基础能力建设工程高校。
该院校前身是近代中国历史建立最早的农业高等院校直隶农务学堂，为中国培养了第一批近现代农业科技人才，是中国现代农业高等教育的起源院校之一，也是中国大学自近代以来建校史最为悠久的大学之一。1900年，庚子事变爆发，八国联军入侵清朝首都北京，慈禧太后下令和谈，接受八国联军提出的《辛丑和约》，此举对中国打击甚大，因此朝廷保守派主动进行变法，史称“清末新政”。其中，清政府推行“新政”的一个重要内容即是「废科举，办学堂，派留学」。1902年2月13日公布推广学堂办法，并于同年8月15日颁布《钦定学堂章程》。在此背景下，时任直隶总督袁世凯深感中国农业人才之缺失，即上书《奏为拣员调补同知要缺恭折》（现藏于台北国立故宫博物院）于慈禧太后，于1902年创建直隶农务学堂，后曾更名为直隶高等农务学堂、直隶公立农业专门学校，中華民國大陸時期称为河北省立农学院，1975年至文化大革命运动结束之际，该校名称曾短暂称为“华北农业大学”。

## 学校基本概况
- 英文名：Agricultural University of Hebei
- 建立：公元1902年（大清光绪二十八年）
- 校训：崇德 务实 求是
- 办学性质：公立普通高等综合型院校
- 学校代码：1310086
- 组织机构代码：40170702-3
- 法人代码：10086
- 学位层次：具有学士，硕士（学术型及专业型），博士多层次学位授予权
- 本科批次：第一批次
- 校址：

| 校区                   | 地址                                  | 邮政编码 |
| ---------------------- | ------------------------------------- | -------- |
| 东校区（本部）         | 河北省保定市莲池区灵雨寺街289号       | 071001   |
| 西校区                 | 河北省保定市莲池区乐凯南大街2596号    | 071000   |
| 河北农业大学中兽医学院 | 河北省保定市定州市博陵街1号           | 073099   |
| 河北农业大学海洋学院   | 河北省秦皇岛市海港区河北大街东段52号  | 066000   |
| 河北农业大学渤海校区   | 河北省沧州市渤海新区科教园区渤海路1号 | 061100   |

- 教职员工及设施建设：在校教师3000余名，教授及相应职称人员426人，副教授及相应职称人员635人，博士生导师147人，硕士生导师595人。其中10名教师享受中华人民共和国国务院政府特殊津贴，7名中国工程院、中国科学院院士院长。2013年，该校入选教育部卓越工程师教育培养计划[19]；2014年，该校入选教育部、农业部、国家林业局第一批卓越农林人才教育培养计划[20][21][22]。校园占地320万平方米，建筑面积近127万平方米；纸质型图书与文献200余万册，中外文报刊6000 余种，拥有各种类型的数据库24个，电子图书84.5万册；仪器设备值14.86亿元人民币；附属实验农场330余公顷、林场2700余公顷。该校在河北省内有关县（市）设立教学、科研、生产三结合基地46个；
- 学生：截至2015年，全日制在校生29,263人，其中博士和硕士研究生2250人；另有各类在职申请硕士学位人员300余人，成人教育学生3000余人。该校是中国农林院校中办学规模最大的院校；
- 图书期刊：该校现珍藏有《四库全书》、《中华再造善本》等多部珍贵文献，是联合国粮农组织（FAO）藏书点，省级科技查新单位；
- 国家委托学校研究机构：国家北方山区农业工程技术研究中心，并设有28个省部级重点实验室（工程中心、基地、试验站）。该校承担国家和省部级重大科技项目790余项，鉴定科技成果500余项，到位科研经费6.3亿余元，年创社会效益百亿元。科学技术获奖等级和数量连续十年居于河北省高校之首，连续多年进入中国内地高校百强；
- 国际机构组织委托学校常设机构：联合国教科文组织国际农村教育研究与培训中心（1994年至2008年）（现已迁至北京市北京师范大学）。

## 国际及地区间校企合作
河北农业大学与国（境）外的高等院校和科研单位有着广泛的交流与合作。
该校与以下院校确立开展交流与校际合作，并已签订交流与合作协议：
- 美国明尼苏达大学
- 美国圣托马斯大学
- 墨尔本大学
- 巴基斯坦艾立德农业大学
- 蒙古国国立大学
- 日本信州大学
- 大韓民國晋州产业大学
- 中華民國国立台湾大学（定向培养）
- 中華民國国立台湾海洋大学（定向培养）
- 中華民國台湾省屏东科技大学 （定向培养）
- 俄羅斯国立К.А.季米里亚泽夫农业大学

该校与以下院校确立开展合作办学项目：
- 蒙古国国立大学
- 美国库克大学
- 荷蘭国立大学
- 荷蘭应用科技大学（双学士学位项目）
- 日本西日本短期大学
- 波蘭华沙生命科学大学
- 俄羅斯弗拉基米尔国立大学

该校2001年起开始招收攻读博士学位的外国留学生和进修生并已有以下国家学生留学该校：
| - 日本 - 巴基斯坦 - 土耳其 | - 菲律賓 - 大韓民國 - 法國 |

该校发展并承担多项国际/地区间农业及其他业务人员的培养与教学，根据中华人民共和国商务部公布的援外培训项目名单以及联合国教科文组织国际农村教育研究与培训中心提供的相关资料，河北农业大学已培训发展中国家学员251名。截至2012年，该校已承办了3期援外培训官员班和4期援外培训技术班，培训了来自亚洲、非洲、大洋洲和欧洲40多个发展中国家的178名学员，并对以下国家学院开展相关农业技术培训：

| - 巴基斯坦 - 葉門 - 尼泊尔 | - 塞舌尔 - 辛巴威 - 坦桑尼亚 - 尚比亞 |

该校与以下机构组织或企业确立了合作关系：
| 校企合作     | 2008年该校与长城汽车股份有限公司确立校企合作关系，并以机电工程学院为智力科研依托，组建长城汽车学院 |
| 思科         | 该校是中国内地/大陆地区首批与Cisco公司签署办学协议的100所高校之一                                  |
| 人才培养计划 | 中国国际交流中心“1-2-1中美人才培养计划”高校（河北省1所）                                           |

## 组织与管理机构

### 院系部门
该校设有27个学院，6个博士后科研流动站，8个一级学科博士点，34个二级学科博士点，20个一级学科硕士点，77个二级学科硕士点，85个本科专业；具备全部类别的学生培养体系。有1个国家重点（培育）学科，2个部级重点学科，4个河北省强势特色学科，13个省级重点学科，涵盖了“农、工、管、理、经、文、法、艺术”八个学科门类。

#### 研究生
- 研究生学院（Graduate School） （页面存档备份，存于）

#### 全日制本科生
| - 城乡建设学院 （页面存档备份，存于） - 机电工程学院 （页面存档备份，存于） - 国土资源学院 - 经济贸易学院 - 理学院 （页面存档备份，存于） - 动物科技学院 （页面存档备份，存于） - 林学院 （页面存档备份，存于） - 农学院 （页面存档备份，存于） | - 人文学院 （页面存档备份，存于） - 商学院 （页面存档备份，存于） - 生命科学学院 - 食品科技学院 （页面存档备份，存于） - 外国语学院 （页面存档备份，存于） - 信息科学与技术学院 - 园林与旅游学院 （页面存档备份，存于） - 园艺学院 （页面存档备份，存于） | - 植物保护学院 （页面存档备份，存于） - 资源与环境科学学院 （页面存档备份，存于） - 现代科技学院 （页面存档备份，存于） - 海洋学院 - 中兽医学院 - 农村发展学院 （页面存档备份，存于） - 职业技术学院 （页面存档备份，存于） - 艺术学院 | - 经济管理学院 （页面存档备份，存于） - 文管学院 （页面存档备份，存于） - 理工学院 （页面存档备份，存于） - 基础课教学部 （页面存档备份，存于） |

#### 国际（留学）教育
- 国际教育学院[永久]

#### 继续（再）教育（成人教育）
- 成人教育学院 （页面存档备份，存于）

### 博士后科研流动站
| - 作物学 - 植物保护学 - 园艺学 | - 林学 - 农林经济管理 - 农业工程 |

### 科研机构及重点实验室（工程中心/基地）
| - 国家北方山区农业工程技术研究中心 - 河北省山区农业工程技术研究中心 （页面存档备份，存于） - 植物病害生物防治与分子植物病理学实验室 - 新农村发展研究院 - 河北省作物种质资源实验室 - 河北省生物无机化学实验室 - 河北省农作物病虫害生物防治工程技术研究中心 | - 河北农业大学失效分析中心 - 农业机械化研究中心 - 人工智能研究中心 - 河北省作物抗逆抗病虫应用基础研究基地 - 中国枣类研究中心 - 蚕种质量检验中心 - 农产品加工机械研究室 - 分子科学研究所 | - 林业生物技术研究室 - 植物免疫研究室 - 农作物遗传研究室 - 果树研究室 - 作物育种中心 - 药用植物研究所 - 蔬菜花卉研究所 - 食品工程技术研究中心 | - 河北农业大学表面工程研究中心 - 作物种质研究中心 - 畜牧工程技术研究所 - 农村教育研究所 - 河北省梨工程技术研究中心 - 水资源开发利用与健康水循环研究所 - 水文水资源规划评价研究所 - 农药环境毒理实验室 |

| 主管部门                                     | 实验室（工程中心）名称                         | 挂靠院系（单位）            | 主要负责人 |
| -------------------------------------------- | ---------------------------------------------- | --------------------------- | ---------- |
| 科技部 (1)                                   | 国家北方山区农业工程技术研究中心               |                             | 王志刚     |
| 教育部 (2)                                   | 华北作物种质资源研究与利用重点实验室           | 农学院                      | 马峙英     |
| 教育部 (2)                                   | 作物学实验教学中心                             |                             |            |
| 国土部 (2)                                   | 环渤海土地利用研究基地（河北省沧州市）         | 国土资源学院/资源与环境学院 | 许皞       |
| 国土部 (2)                                   | 矿山生态环境研究基地（河北省保定市）           | 国土资源学院/资源与环境学院 | 许皞       |
| 农业部 (5)                                   | 农业部园艺产品质量安全与品种改良重点开放实验室 | 园艺学院                    | 张玉星     |
| 农业部 (5)                                   | 国家大豆改良中心河北分中心                     | 农学院                      | 马峙英     |
| 农业部 (5)                                   | 国家玉米改良中心河北分中心                     | 农学院                      | 陈景堂     |
| 农业部 (5)                                   | 张北农业资源与生态环境重点野外科学观测实验站   | 农学院                      | 张立峰     |
| 农业部 (5)                                   | 国家果蔬加工专业分中心                         | 食品科学学院                | 王颉       |
| 农业部 (5)                                   | 动物疫病病原生物学华北区观察实验中心           | 动物科技学院                | 仲飞       |
| 住建部 (1)                                   | 建设部北方村镇建设培训中心                     | 城乡建设学院                |            |
| 河北省科技厅 河北省财政厅 河北省发改委       | 河北省轻金属合金材料工程技术研究中心           | 机电工程学院                | 孙维连     |
| 河北省科技厅(13)                             |                                                |                             |            |
| 河北省（河北农业大学）人工智能研究中心       | 机电工程学院                                   | 邝朴生                      |            |
| 河北省高校与央企合作共建现代农业装备研发中心 | 机电工程学院                                   |                             |            |
| 河北省生物无机化学实验室                     | 理学院                                         | 郭子建                      |            |
| 河北省作物种质资源实验室                     | 生命科学学院 农学院                            | 马峙英                      |            |
| 河北省作物生长调控实验室                     | 农学院                                         | 李存东                      |            |
| 河北省林木种质资源与森林保护重点实验室       | 林学院                                         | 王志刚                      |            |
| 河北省山区农业工程技术研究中心               | 山区研究所                                     | 周大迈                      |            |
| 河北省牛羊胚胎工程技术研究中心               | 动物科技学院                                   | 桑润滋                      |            |
| 河北省农作物病虫害生物防治工程技术研究中心   | 植物保护学院                                   | 刘大群                      |            |
| 河北省梨工程技术研究中心                     | 园艺学院                                       | 张玉星                      |            |
| 河北省农产品加工工程技术研究中心             | 食品科学学院                                   | 王颉                        |            |
| 河北省作物抗逆抗病虫应用基础研究基地         | 植物保护学院 农学院 园艺学院                   | 刘大群                      |            |
| 河北省农村信息化工程技术研究中心             | 科技处                                         | 刘孟军                      |            |
| 河北省住建厅(1)                              | 城镇建设人才培训部                             | 城乡建设学院                |            |
| 河北省水利厅(1)                              | 水利厅人才培训中心                             | 城乡建设学院                |            |
| 河北省司法厅(1)                              | 河北林业司法鉴定中心                           | 林学院                      |            |

### 司法鉴定机关
- 河北林业司法鉴定中心

### 学术期刊
| - 河北农业大学学报 （页面存档备份，存于） - 河北农业大学学报（农林教育版） （页面存档备份，存于） | - 河北林果研究 （页面存档备份，存于） - Frontiers of Agriculture in China |

### 教学机构及相关业务部门
| - 科教兴农中心 （页面存档备份，存于） - 植物科学与技术实验教学中心 （页面存档备份，存于） - 作物学实验教学中心 （页面存档备份，存于） - 园艺学院实验教学中心 - 林果生态工程实验教学中心 - 植物保护实验教学中心 - 食品与生物工程实验教学中心 - 河北农业大学学报 （页面存档备份，存于） | - 档案馆 （页面存档备份，存于） - 图书馆 （页面存档备份，存于） - 学科建设与学位管理办公室 （页面存档备份，存于） - 国际合作处 （页面存档备份，存于） - 科技管理处 （页面存档备份，存于） - 高等教育研究所 - 期刊所 - 体育工作部 （页面存档备份，存于） | - 现代教育技术中心 - 网络中心 （页面存档备份，存于） - 河北农业大学技术转移中心 |

## 综合实力排名
（样本采集时间：2012年，样本采集地域范围：中国内地/大陆地区）
| 排名对象                         | 2012年名次 | 2011年名次 | 样本采集说明                           |
| -------------------------------- | ---------- | ---------- | -------------------------------------- |
| 中国大学综合排行榜               | 第126名    | 第164名    | ▲上升38名（统计样本为全国高校前600名） |
| 中国大学科学贡献力排行榜         | 第92名     | 第92名     | ━ 相比持平                             |
| 中国大学国家重大技术发明奖排行榜 | 第54名     | 第47名     | ▼下降07名                              |
| 中国大学高端成果100强排行榜      | 不適用     | 第74名     | 不適用                                 |
| 中国大学农林类院校30强排行榜     | 第13名     | 第13名     | ━ 相比持平（统计样本等级A+/A++）       |
| 中国大学科技奖排行榜             | 第57名     | 数据暂缺   | 数据暂缺                               |

- 数据来源[25]

## 学校历史及沿革
建校110年来，河北农业大学先后经历了直隶农务学堂、直隶高等农业学堂、河北省立农学院、河北农业大学等历史时期。在过去的发展历程中，河北农业大学为中国农业高等教育的发展做出了巨大贡献并产生积极的深远影响。在二十世纪五十年代的院校调整中，森林专业整建制调整到北京，参与组建了北京林学院（现北京林业大学）；畜牧兽医专业整建制调整到内蒙古，参与组建了内蒙古农牧学院（现内蒙古农业大学）；水利专业整建制调整到武汉，参与组建了武汉水利学院（武汉水利电力大学的前身，现已并入武汉大学）。

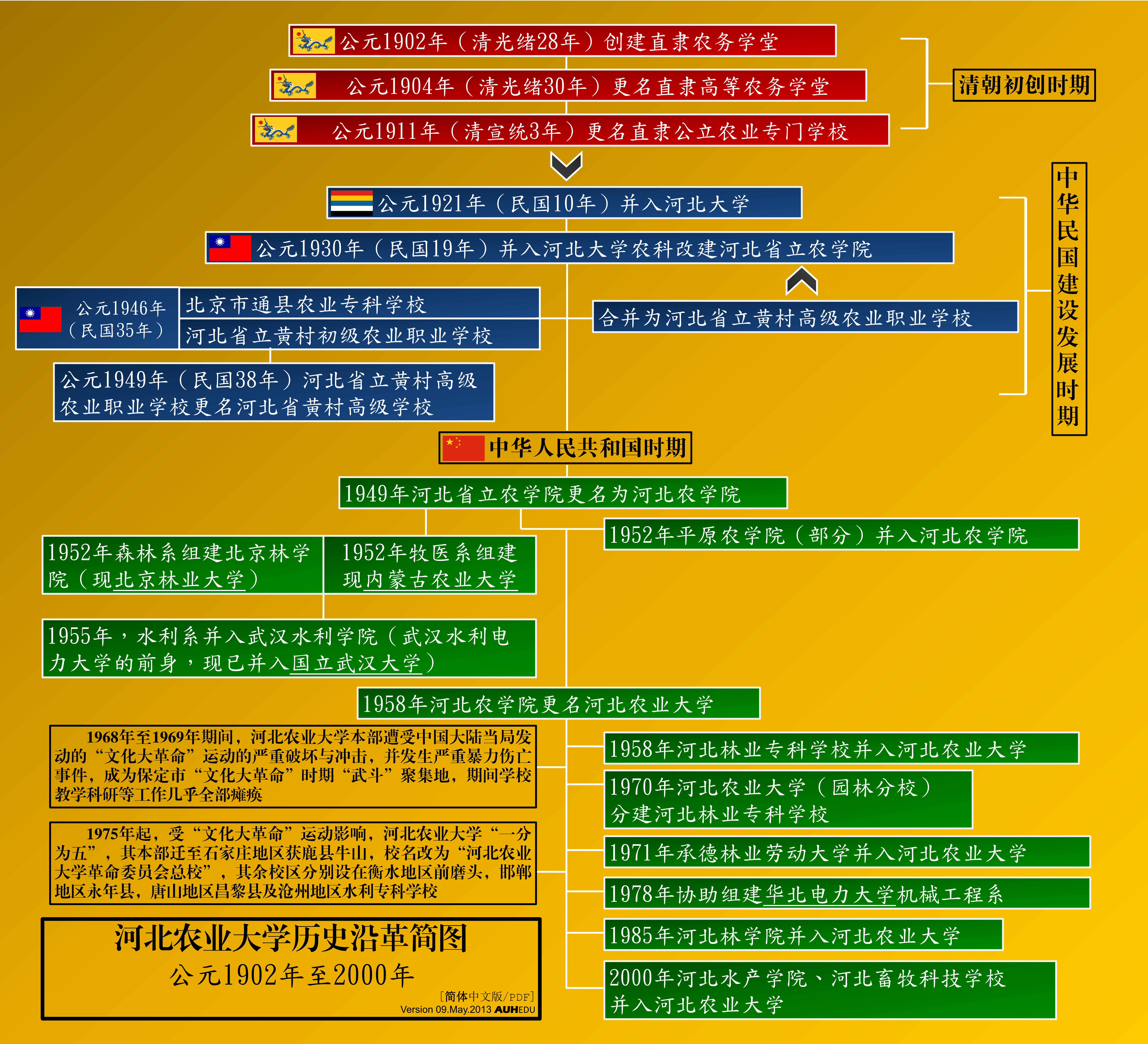
河北农业大学历史沿革简图（公元1902年至2000年）[简体中文版

### 清朝初创时期（1902年至1911年）

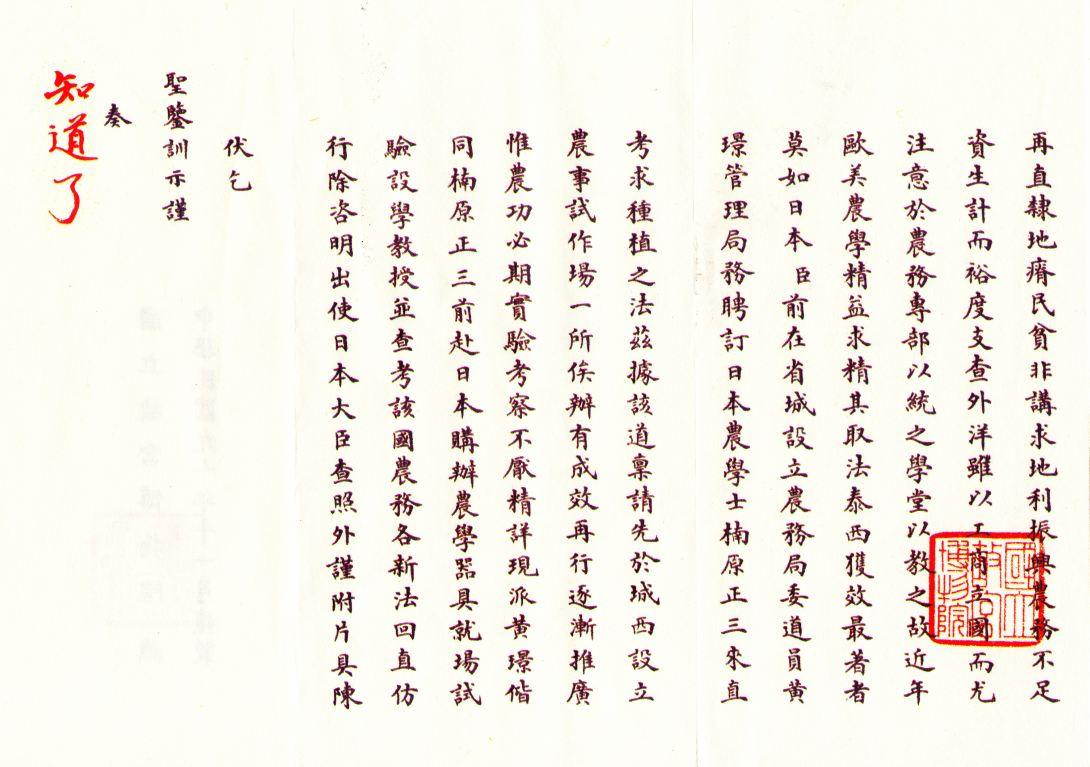
1902年，时任直隶总督袁世凯上奏给慈禧太后关于建立直隶农务学堂的奏折《奏为拣员调补同知要缺恭折》再片 之「省城设立农务局片」，慈禧太后朱批“知道了”，随之建立直隶农务学堂。该奏折现藏于国立台北故宫博物院。

1902年（光绪二十八年），时任直隶总督的袁世凯，深感“直隶地瘠民贫，非讲求地利，振兴农务不足资生计。”认识到“外洋虽以工商立国，而尤注意于农务，专部以统之，学堂以教之，故近年欧美农学精益求精。”经奏请清政府批准，建立了中国最早的高等农业院校——直隶农务学堂。学堂大门原位于保定市西下关一亩泉河北侧，坐北朝南，青砖灰瓦，三楹，大红门，是座庄重、威严的宫廷式校门（原畿辅大学堂址），校址初建在霍家大院（现河北省保定市南市区建华大街一道桥北），占地100亩。时任直隶总督袁世凯指派黄璟为学堂总办，李兆兰为提调。同年十一月，招收学生60名，除在本省各州县考选录取之外，还有山东省选拔咨送和京旗选送的学生。学堂分速成、预备两科，速成学习一年毕业，预备科学习五年毕业。两科均开设农业、蚕桑专业课，任课教员多是到日本留学回国的知识分子，并聘请一批日本国学者，学堂的总教员就是日本农业专家楠原正三。清光绪二十九年（1903年）十月，速成第一班学生毕业。 
- 1902年直隶农务学堂创建（其建校原始文本档案现由国立台北故宫博物院保存）；
- 1904年直隶农务学堂更名直隶高等农务学堂，由直隶清政府学部管理 ；
- 1911年直隶高等农务学堂更名直隶公立农业专门学校。

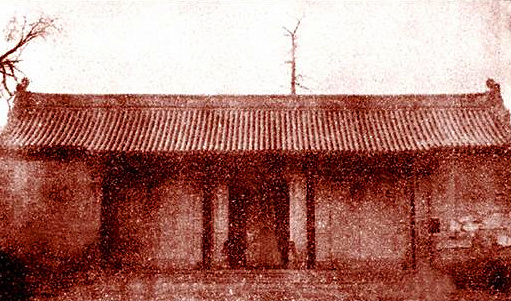
直隶农务学堂大门（1902年）

建校初期直隶农务学堂教室

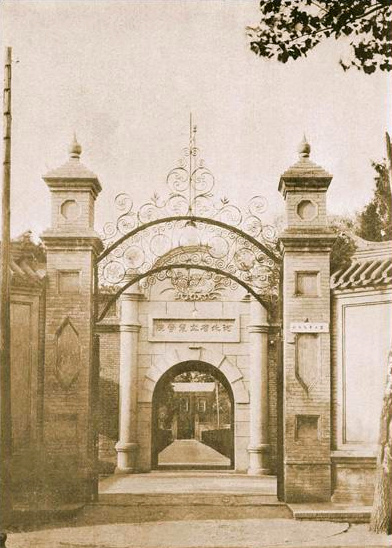
河北省立农学院于1931年的学校校门，现河北农业大学的校徽采用此门样式作为校徽图案

### 中華民國大陆时期（1911年至1949年）

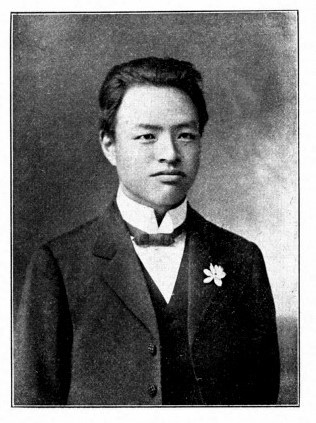
胡鄂公（1884—1951）（照片刊登于《民国之精华》），1909年考入直隶农业高等学堂

这段时期，河北农业大学知名学者有：中国著名学者、早期革命家、教育家刘仙洲，著名农学家孙醒东，中国早期玉米育种专家杨允奎，中国较早留美攻读胶体化学的薛培元，植物分类学、生理、病理学专家，较早研究食用菌的学者刘汝强等。期间，河北农业大学共招生1600人，为中国培养了第一批近现代农业科技人才。如早期杂交玉米育种专家张连桂，有机化学和农产品分析专家余兰园，分析化学知名学者王子方，海洋湖沼和动物学家张玺，北平研究院院长的李书华等。林科学生，中国近代革命家、政治家胡鄂公等于1909年成立“共和会”，发起成立保定学生“断发会”。“共和会”后并入孙中山先生领导的“同盟会”，成为辛亥革命北方的主要组织者。

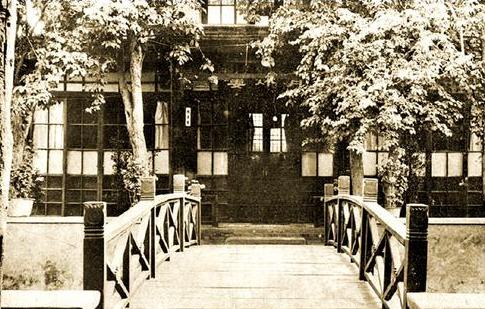
建校初期办公楼有秋楼

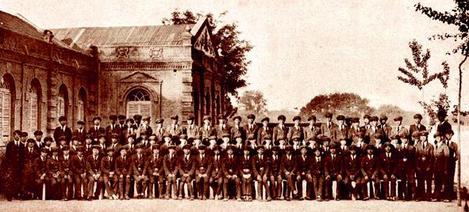
1934年农学系全体学生合影

1931年的原河北大学解散后，省立农学院仍独立办学，在原校园北（现学府胡同），另建学院大门，座南向北。校门分内外两道。外门为青砖方形欧式门垛，上部出两重檐，门垛顶部呈圆形葫芦状尖顶。门垛从上到下有四组相对称的凹形几何图案，两个门垛由弧形铁艺门额相连接，门额上从右至左弧形排列“河北省立农学院”七个大字。外门两侧为中式八字影壁。内门为欧式建筑风格，拱形门洞，门两侧各有一附于墙体，而高出屋顶的半圆抱墙石柱作为装饰，门额的横条石上也刻有“河北省立农学院”。现在学府胡同两旁的古柏，即校门两侧的小柏树长成。当时的教师多是去日本、欧美留过学的知识分子，引进了 外国文化，因此大门采用了欧式为主、中西合壁的风格。这座大门是学校的标志性经典建筑，蕴含着丰富的文化内涵，现在河北农业大学的校徽仍然采用此门图案。
- 1918年直隶公立农业专门学校举办了十六周年校庆，并办成“准全国农业科技博览会”1918年，直隶公立农业专门学校举办了16周年校庆。校庆会展展出了民国初年京、津、冀、皖、豫、闽一带30余县公署、农会、商会、农事试验场、农业学校之新农具和农产品，特别展示了直隶公立农业专门学校、北京农业专门学校、安徽省立第二甲种农业学校、福建省立甲种农业学校等六七所农业学校科学研究成果，以及河南省罗山县农事试验场的成果等。
  - 展览广泛采用了陈列参观、报告讲演等方式。展会分为征集品陈列室（含实业厅出品和学业成绩室）、标本陈列室（含动、昆虫、畜、植、矿等）、显微镜陈列室（显微镜、虫眼镜、解剖器等，均可动手自测）、育蚕陈列室（蚕种、保护工具、消毒用具、育蚕用具、制丝制棉用具、检验用具）、化学陈列室（有普通化学、农艺化学）、物理仪器陈列室、农具陈列室、森林器具陈列室、演说报告会场等。沿途布置先农坛、耕牛模型，以花木为篱等，每处均有讲解接待。展室共有34处，展品330多件。仅从1918年11月1日至3日，就接待参观者42977人。成为首届“准全国农业科技博览会”。
  - 《农学月刊》第三期为校庆和展览会出版专辑，通过“校庆+会展+期刊专号”的特别形式传播科教兴国的思想，是直隶公立农业专门学校的一个创造。
  - 校长郝元溥总结了这种模式的几大优势：一为察觉经过之是非，规定未来之计划；二为鼓励各班学者振刷全校之精神，已在本校毕业诸君亦可藉此来校，与现在修业各生联成一体，互相讨论，有所发明；三将本校学生全年实习所得成绩品陈列各室，又征求各处农产物送校陈列，籍资比较，增长知识；趁此时机，邀集近保农民来校参观，互相研究，又附设农事讲演会，宣讲农学之新理，与农民联络感情。
- 1921年直隶公立农业专门学校并入河北大学。1921年9月，驻保直系军阀直鲁豫巡阅使曹锟奉北洋政府教育部令，将直隶公立农业专门学校、医务学堂，还有法律、法政、高等师范等学堂合并，组成河北省第一所综合性的大学——河北大学。首任校长由曹锟之弟直隶省长曹锐兼任。当时的河北大学以农科为主，专业设置为林学、农学、园艺三个系，学制四年。
- 1930年河北大学（农科）改建河北省立农学院。
- 1946年通县农业专科学校、河北省立黄村初级农业职业学校合并为河北省立黄村高级农业职业学校。

### 中华人民共和国时期（1949年至今）

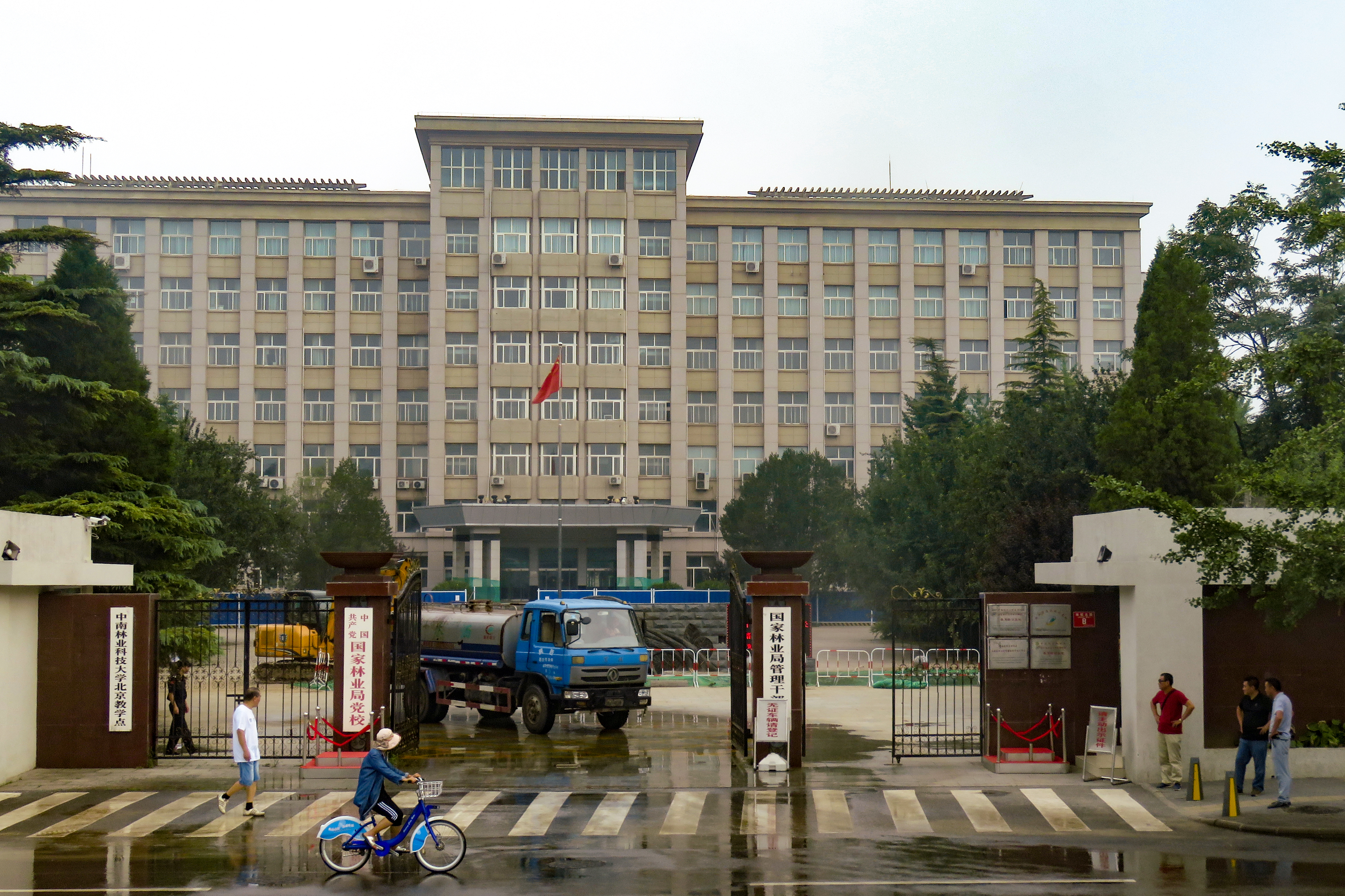
原河北黄村林业学校校址现为国家林业和草原局管理干部学院，在大兴亦有林校路街道等遗留地名

中華人民共和國政府建政后于1952年在中国内地/大陆地区高等院校进行院系调整，河北农业大学积极支持新建院校，森林、牧医两系分别并入新建的北京林学院（现北京林业大学）和内蒙古畜牧兽医学院（现内蒙古农业大学），1955年，水利系并入武汉水利学院（武汉水利电力大学的前身，现已并入国立武汉大学）。1958年重新筹建了牧医、水利等系，使河北农业大学成为具有6个系、9个专业、1个基础部的综合性农林类院校，于当年6 月改名为河北农业大学。1995年与河北林学院合并组建为新的河北农业大学。2000年，原河北水产学院、河北畜牧科技学院并入河北农业大学。学科设置涵盖“农、工、管、理、经、文、法”七大门类，实现了学科交叉、文理渗透，具备了培养博士、硕士及各种不同层次人才的条件和能力。期间著名的专家学者有：中国工程院院士、育种专家董毓琛教授，土木桁架设计专家夏亨熹教授，农业智能自动化专家邝朴生教授，林学专家关君蔚教授，长江学者、化学专家郭子健教授等。
保定地区由中共控制后，河北农学院原校址被中共冀中区党校占用。河北农学院先是暂驻在南关天主教淑慎女中，后政府拨出省立农事试验场做为建院的校基（原曹锟花园），同时建两个校门。两个简洁大门，同一样式，一座设在校园府河北岸、另一座设在校园东部。北门由一跨府河木桥连接。大门墙壁均为砖、水泥结构，四个砖垛，木栅门。当时兴建校门是以经济实用为原则。
- 1949年河北省立黄村高级农业职业学校更名河北省黄村高级学校
- 1949年河北省立农学院更名为河北农学院
- 1952年平原农学院（部分）并入河北农学院
- 1952年河北省黄村高级农业学校更名为河北黄村林业学校
- 1958年河北农学院更名为河北农业大学
- 1958年河北黄村林业学校升格为河北林业专科学校
- 1959年河北林业专科学校并入河北农业大学，改称河北农大园林化分校
- 1964年承德林业劳动大学创建
- 1969年，河北农大园林化分校由北京黄村迁往河北省易县
- 1970年河北农业大学（园林分校）分建河北林业专科学校
- 1971年承德林业劳动大学并入河北林业专科河北农业大学
- 1985年河北林业专科学校升格为河北林学院
- 上世纪80年代末至90年代中期，中国内地/大陆地区高等院校经历了高等教育管理体制、办学体制、投资体制以及招生和就业体制改革从初步尝试到全面深化的阶段，在此期间，河北农业大学由于相关原因，并未隶属于中华人民共和国农业部，最终划归河北省属地管辖，为此失去了申报中国内地/大陆地区“211工程”高校的有利条件与时机。
- 1995年河北林学院并入河北农业大学
- 2000年河北水产学院、河北畜牧科技学校并入河北农业大学
- 2002年河北农业大学建校一百周年
- 2011年河北农业大学由（河北）省属高校改建为河北省与中华人民共和国农业部共建高校（省部共建制）
- 2012年河北农业大学建校一百一十周年

#### 河北农业大学特殊时期事件
- 1968年至1969年期间，河北农业大学本部遭受中国大陆（中共）当局发动的“文化大革命”的严重破坏与冲击，并发生严重暴力伤亡事件，成为保定市“文化大革命”时期“武斗”聚集地，期间学校教学科研等工作几乎全部瘫痪（详见“文化大革命”）。
- 1989年4月至5月期间，驻保高校:河北大学、河北农业大学、华北电力学院（现华北电力大学）、保定师范学院（现保定学院）等院校出现大规模学生联合示威游行。

## 学术界知名校友
| | |
| - 黄立猷（1881-1929）：日本盛岗高等农业学校毕业，1907年应清廷考试得农科举人学衔。1908-1914年，历任学校教务长、校长。 - 谌克终（1899-1989）：日本京都大学毕业，1934-1937年任河北省立农学院教授、园艺系主任。与吴耕民和章君瑜并称为我国果树蔬菜和花卉学三大宗师。1945年赴台参与接收台北帝国大学。 - 祖德明（1905-1984）：1929年毕业于河北大学农科，中国农科院作物所、中国科学院遗传所奠基人，我国较早从事植物远源杂交遗传育种研究的科学家。 - 张玺（1897-1967）：1920年毕业于直隶公立农业专门学校，是我国海洋动物学的奠基人，我国贝类学的开创者，曾任中国海洋湖沼学会理事长。 - 杨堃（1901-1997）：1921年毕业于直隶公立农业专门学校，留学法国里昂的中法大学。1931年回校任教，后到云南大学、中国社科院工作，著名民族学家、民俗学家。 - 赵云梦（1902-2002）：直隶公立农业专门学校毕业生，西北农林科技大学知名土壤肥料专家。 - 周发岐（1901-1990）：1920年毕业于直隶公立农业专门学校，北京理工学院副院长，军事化工专家。 - 徐廷瑚（1890-1965）：1909年毕业于北洋高等农业学堂毕业生，赴法国留学。1919年回国，任国立北平大学教授、农学院副院长。1922年任河北大学预科主任兼农科学长。 - 杨允奎（1902-1970）：1932年毕业于美国俄亥俄州大学农学院。1933年，在河北省立农学院任教并从事玉米杂交育种工作，首推利用玉米雄性不育特性培育杂交种。我国农作物数量遗传学科的创始人。 - 孙醒东（1897-1969）：1934年获美国伊利诺大学农学博士学位。1934年至1936年任河北省立农学院农学系教授、系主任，1950至1969年河北农业大学任教。中国大豆、牧草及绿肥作物研究的先驱者。 - 曲泽洲（1914-1988）：1935年毕业于北京大学农学院园艺系。1949年后历任河北农学院园艺系主任、教务长、副校长、中国枣研究中心主任。果树学家、园艺教育家。 - 齐雅堂（1900-1973）：直隶公立农业专门学校毕业生，河北省立农学院教授，植物学家。 - 关君尉（1916-2007）：1949—1952年任教于河北农业大学；中国工程院院士；水土保持学专家。 | - 董玉琛（1926-2011）：1950年毕业河北省立农学院农艺系；中国工程院院士；作物种植资源学家。 - 夏亨熹（1937-）：著名结构工程、空间结构专家，教授；河北农业大学前校长；提出网格结构的两种计算方法、三种新的结构形式；在非线性动力和稳定分析方面进行了深入研究；主持和指导了数十个网架网壳结构的设计和施工；是中国第一本《网架规定》的编制人之一；第一届国际轻型结构会议列为著名专家，并列入剑桥国际名人录；1991年起享受国务院特殊津贴。 - 邝朴生（1938-）：河北农业大学学术学位委员会副主任，中国农业大学博士生副导师，中国著名农业智能机械自动化专家；中国科学技术论文评审专家；中国机械工程学会诊断委员会副主任；农业工程学报编委；民盟成员；原河北省政协常委、保定市政协副主席；1993年起享受国务院政府特殊津贴。 - 刘旭（1953-）：1979年毕业于河北农业大学农学系；中国工程院院士；植物种质资源学家。 - 赵治海（1958-）：1981年毕业于河北农业大学农学系；河北省“巨人计划”领军人才，谷子杂交育种专家—人称“张杂谷”。 - 张洪斌（1958-）：1981年毕业于河北农业大学农学系；美国Texas A&M 大学基因组学研究资源中心主任，现代植物基因组学早期创始人之一。 - 邸洪杰（1961-）：1983年毕业于河北农业大学农学系；新西兰华人科学家，国际著名的土壤和环境科学专家，新西兰功绩勋章获得者。 - 刘春吉：澳大利亚联邦科学院小麦育种首席科学家。 - 李保国（1958-2016）：河北省武邑人。国家荣誉称号获得者。中国知名经济林专家，山区治理专家。国家时代楷模、全国优秀科技工作者、全国优秀教师，全国振华扶贫奖获得者。其毕生奉献于全国扶贫一线，被誉为“太行山上的新愚公”。中共中央总书记习近平对其先进事迹作出重要批示。 - 李英贤（1971-）：1993年毕业于河北农业大学农学院；现任中国航天员科研训练中心研究员，国际宇航科学院院士。中国航天医学基础与应用国家重点实验室重力生理学效应机理与防护研究方向学术带头人，航天员系统失重生理效应机理与防护分系统副主任设计师，中国航天失重生理效应机理与对抗防护研究方向学科带头人。 |

## 历任校（院）务首长
| 职务（位） | 姓名 | 任期（公元年）                                                                                         |
| --- | --- | --- |
| 大清直隶农务学堂（1902年-1911年）                                                                                              | | |
| 总办（四品道台） | 黄 璟 | 1902年 - 1903年                                                                                        |
| 会办 | 李兆兰 | 1903年 - 1905年                                                                                        |
| 监督 | 王树善 | 1905年 - 1909年                                                                                        |
| 监督 | 张铁珊 | 1909年 - 1910年                                                                                        |
| 监督 | 陈燮（音xiè）                                                                                                | 1910年 - 1911年                                                                                        |
| 直隶公立农业专门学校（1911年-1931年）                                                                                          | | |
| 校长 | 陈燮 （音xiè）→王树善→黄立猷（音yóu）                                                                        | 1911年 - 1914年8月                                                                                     |
| 校长 | 郝元溥（期间曹锟之弟曹锐担任总校长）                                                                         | 1918年 - 1923年                                                                                        |
| 校长 | 曹锐→徐德源→ 赵宪曾→ 姚寿昌→ 褚（音chǔ）玉璞（直隶总督）→汪俊→ 邹因陈→ 张继（未到任）→张仲苏→ 张荩臣→ 张见庵 | 1923年7月 - 1931年                                                                                     |
| 河北省立农学院（1931年-1949年）                                                                                                | | |
| 院长 | 薛元培 | 1931年 - 1936年                                                                                        |
| 校长 | 王承曾 | 1936年 - 1937年                                                                                        |
| 1937年至1945年抗战期间，学院暂时停办                                                                                           | | |
| 院长 | 薛元培 | 1946年7月复院 -1949年                                                                                  |
| 河北农学院（1949年-1958年） 1948年10月至1949年3月，学校迁至北京市先农坛办学，1949年3月迁回保定市并于1950年10月更名为河北农学院 | | |
| 院长 | 张继光 | 1949年11月 - 1950年10月                                                                                |
| 院长 | 李泽民 | 1950年10月 - 1958年6月                                                                                 |
| 河北农业大学（1958年至今） | | |
| 校长 | 李泽民 | 1950年5月 - 1963年4月                                                                                  |
| 校长兼“革委会主任” | 王发武 | 1963年5月 - 1971年 *此后至“文化大革命”运动结束前，迫于该政治运动的影响与破坏，期间学校未再设立校长职务 |
| 校长 | 唐敦模 | 1979年1月 - 1981年3月                                                                                  |
| 校长 | 王 健 | 1981年7月 - 1983年8月                                                                                  |
| 校长 | 陶学郁 | 1983年11月 - 1988年7月                                                                                 |
| 校長 | 夏亨熹 | 1988年7月 - 1999年8月                                                                                  |
| 校长 | 刘大群 | 1999年8月 - 2006年11月                                                                                 |
| 校长 | 王志刚 | 2006年12月 - 2016年10月                                                                                |
| 校长 | 申书兴 | 2016年10月 - 2022年10月                                                                                |
| 校长 | 张立杰 | 2022年10月至今                                                                                         |

## 大事纪略
- 2014年
  - 5月，副校长马峙英教授研究团队与中国农业科学院等单位合作完成了二倍体棉花栽培种-亚洲棉全基因组测序及图谱绘制工作。研究成果在《自然-遗传学》上发表。[26][27][28][29]
  - 10月，河北农业大学刘孟军教授带领其研究团队历时3年多时间完成了世界首个枣全基因组测序，测序研究成果于10月29日被国际权威科学杂志《自然通讯（英语：Nature Communications）》在线发表。这标志着中国在枣基因组学研究方面达到了国际领先水平。该研究使枣树成为世界鼠李科植物中首个完成基因组测序的物种，对揭开枣树进化和生长发育之谜、加速分子育种等将产生重大影响，为鼠李科及其它果树和木本植物的分子遗传改良提供了十分重要的理论借鉴。[30][31][32][33]
    - 该研究项目采取了PCR-free和BAC-to-BAC等多种技术措施和方法，有效地克服了高度复杂枣基因组的测序、组装以及填图补洞等一道道科技难关，最终顺利完成了中国著名枣品种“冬枣”的全基因组从头测序，并且获得了高质量的枣基因组序列；
    - 该研究项目共组装出438M的序列，占预估枣基因组大小的98％。同时把80％的序列锚定到了枣的12条假染色体上，注释出枣基因3,2000多个。这些基因的获得为枣后续的功能基因组学研究提供了大量的基因资源，为揭示枣特殊生物学性状的分子机制奠定了基础。